# Kanton La Charité-sur-Loire
Kanton La Charité-sur-Loire (francouzsky Canton de La Charité-sur-Loire) je francouzský kanton v departementu Nièvre v regionu Burgundsko. Tvoří ho 14 obcí.

## Obce kantonu
- Beaumont-la-Ferrière
- La Celle-sur-Nièvre
- Champvoux
- La Charité-sur-Loire
- Chasnay
- Chaulgnes
- La Marche
- Murlin
- Nannay
- Narcy
- Raveau
- Saint-Aubin-les-Forges
- Tronsanges
- Varennes-lès-Narcy